# Гудман, Эндрю
Э́ндрю Гу́дман (англ. Andrew Goodman; 23 ноября 1943 года, Нью-Йорк — 21 июня 1964 года, Филадельфия) — американский активист за гражданские права чернокожего населения.

## Ранняя жизнь и образование
Родился 23 ноября 1943 года в Нью-Йорке в еврейской семье Роберта и Кэролайн Гудманов и был средним из трёх их сыновей. Его родители много делали для социального и интеллектуального прогресса еврейской общины Верхнего Ист-Сайда, состоящего из расового многообразия белых, чернокожих и испаноязычных семей.
Эндрю с юных лет находился под активистским влиянием своих родителей, главным образом, матери, которая всю жизнь была профсоюзной активисткой: занималась организацией фермеров и поддержкой Республиканской фракции. В 1958 году он отправился в Вашингтон, чтобы принять участие в Молодёжном марше за интегрированные школы. В 1959 году он вместе с другом поехал в Западную Виргинию, чтобы жить в угледобывающем городке и пытался заступиться перед губернатором за плохие условия труда там. В 17 лет он отправился в Западную Европу, чтобы понять влияние крупномасштабного агробизнеса на мелких фермеров. В 1960 году он также участвовал в акции протеста в магазине Woolworth в рамках движения сидячей забастовки в знак протеста против его сегрегационной политики.
В 1961 году он окончил прогрессивную школу Уолдена, которую он посещал с 3-летнего возраста. Там он участвовал в театральной программе и организовал выступление игрока команды «Brooklyn Dodgers» Джеки Робинсона, своего соседа и первого афроамериканца, игравшего в Высшей лиге бейсбола. После окончания школы он поступил на программу с отличием в Университет Висконсин–Мэдисон и рассматривал специальность драматургии, но отказался от неё через один семестр после того, как заболел пневмонией. Вернувшись в Нью-Йорк для поправки здоровья, он был выбран на роль во внебродвейской пьесе «Самое главное».
Затем он поступил в Куинс-колледж на специальность «антропология». Там он был другом и одноклассником Пола Саймона. У него проявился интерес к поэзии. Одно из его стихотворений — «Результат поэмы А. Хаусмана», было обнаружено после его смерти профессором колледжа Мэри Дойл Карран и опубликовано в Massachusetts Review и New York Times. Имея краткий актёрский опыт, он первоначально планировал изучать драматургию, но переключился на антропологию. Его растущий интерес к антропологии, казалось, шёл параллельно с его растущей политической серьёзностью. На протяжении всего обучения он выступал с внебродвейской репертуарной труппой.

## Участие в «Лете свободы»
Весной 1964 года, на первом курсе Квинс-колледжа, он посетил выступление борцов за гражданские права Миссисипи Аарона Генри и Фанни Хеймер, набиравших молодых студентов для участия в регистрации афроамериканцев для голосования в Миссисипи и открытия школ свободы («Лето свободы»).
В июне 1964 года он уехал из Нью-Йорка в Оксфорд, чтобы преподавать в Западном колледже для женщин на Конгрессе расового равенства — тренинге для волонтёров «Лета свободы». Там он познакомился с 24-летним его волонтёром Майклом Швернером и 21-летним активистом тренинга в Меридиане Джеймсом Чейни. Вместе с ними он обучил сотни волонтёров Freedom Summer, в основном студентов, тому, как справляться с расизмом и насилием. Через информирование Швернера о сожжении членами «Ку-клукс-клана» методистской церкви Маунт-Зайон вместе со школой свободы в Лонгдейле, он вместе с Чейни и Швернером 20 июня выехал  на универсале в направлении к месту инцидента для расследования.

### Арест и убийство

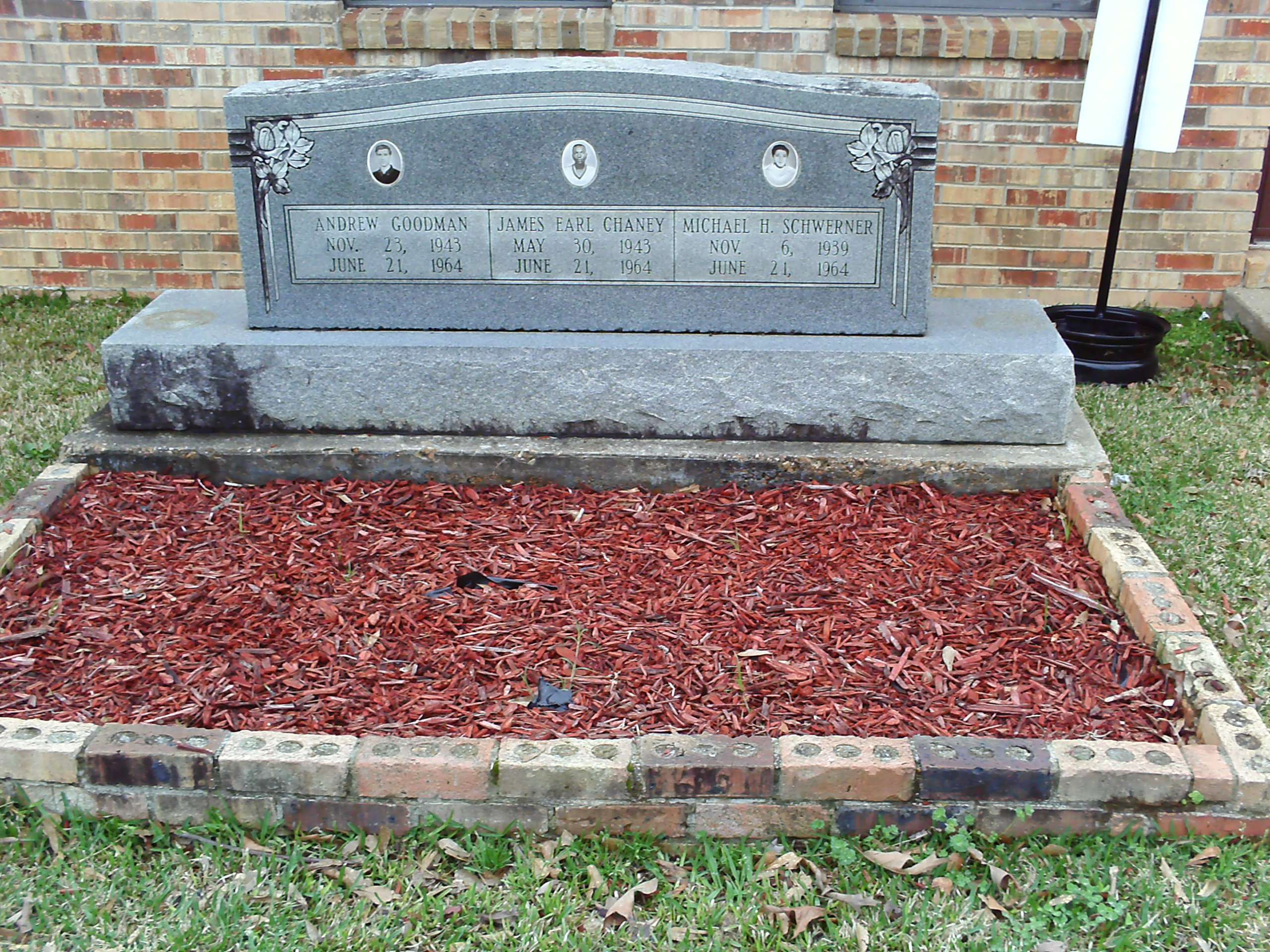
Мемориал Гудману, Чейни и Швернеру в миссионерской баптистской церкви Маунт-Небо. Филадельфия

Прибыв 21 июня на свою базу в Меридиане, он вместе с напарниками отправился в Филадельфию, чтобы посетить руины церкви и встретиться с прихожанами. Когда он вместе с ними возвращался на свою базу, универсал, в которой он находился, была остановлена заместителем окружного шерифа Сесилом Прайсом, якобы за превышение скорости в зоне ограничения движения при допустимых 30 миль в час. Как и другие, он был арестован и сопровождён в окружную тюрьму: в отличие от Чейни, который обвинялся за превышение скорости, он вместе с Швернером были оставлен в тюремной камере «для расследования». В 22:30 того же дня он вместе с напарниками был отпущен с предписанием покинуть округ. Во время непродолжительного заключения о нём и его спутниках стало известно лидеру «Ку-Клукс-клана» Эдгару Киллену, который, в свою очередь, вошёл в сговор с Великим мастером Белых рыцарей Сэмюэля Бауэрса с целью избавиться от него и его спутников после их освобождения.

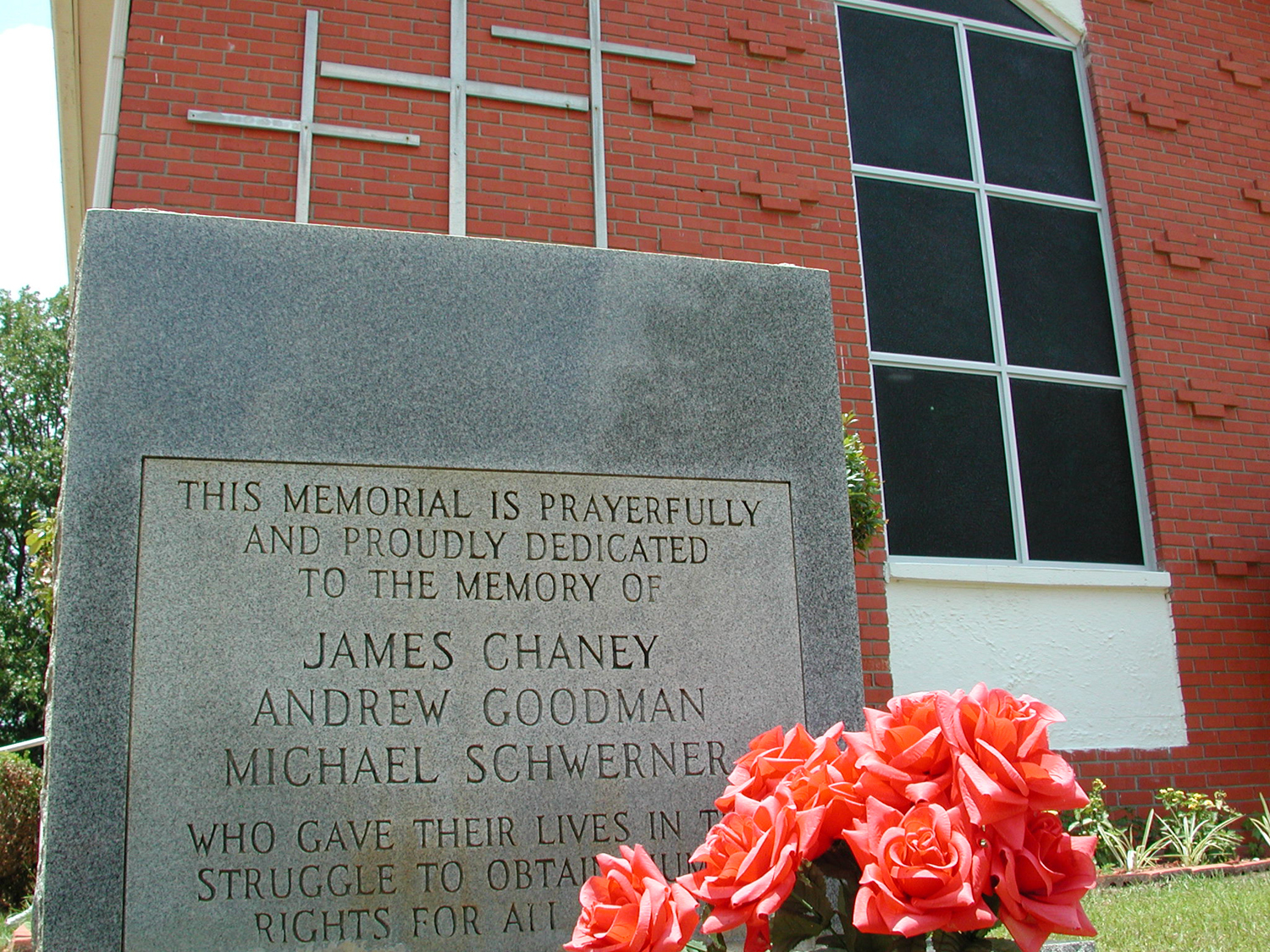
Мемориал на месте сожжения церкви в Лонгдейле.

Находясь в универсале, он вместе с напарниками следовал, согласно предписания, в направлении округа Лодердейл, но его не достигнул. Ему и его напарникам было велено пересесть в патрульную машину, и он, как и другие, повиновался. Он был отвезён в пустынное место на Рок-Кат-роуд, куда следом приехали две машины с членами банды «Ку-Клукс-клана». После предварительного избиения Чейни, он был тяжело ранен. Вскрытие его тела указало на наличие в его лёгких и зажатых в кулаках фрагментов красной глины, что позволило предположить, что он был похоронен заживо рядом с уже мёртвыми Чейни и Швернером.
После необходимых следственно-судебных процедур его тело было передано семье для захоронения. Он был похоронен в Куинсе на кладбище «Маунт-Джуда». На его вертикальной надгробной плите над барельефом из соединённых трёх пар рук выбиты слова:

Он ненадолго отправился навстречу солнцу и оставил яркий след, подписанный в его честь.— Лето в Миссисипи.

### Расследования
После его убийства органы штата Миссисипи не предпринимали почти никаких усилий для привлечения виновных к ответственности и, напротив, выявляла активистов, въезжающих в штат. За расследование и его смерти, в частности, взялись 64-й Генеральный прокурор США Роберт Кеннеди и Джозеф Салливан из ФБР. Были арестованы и обвинены в заговоре с целью нарушения гражданских прав жертв 18 человек, включая Киллена. На судебном процессе, начавшимся в 1966 году в федеральном суде Меридиана осудил семерых заговорщиков, включая заместителя шерифа, который был приговорён к 6 годам условно. Киллен был оправдан.
Через 20 лет репортёром The Clarion-Ledger Джерри Митчеллом были собраны новые доказательства для возобновления дела. Ему удалось установить личность таинственного информатора, который помог ФБР обнаружить тела и раскрыть заговор Ку-Клус-клана в 1964 году. 7 января 2005 года Киллен был вновь арестован, а 21 июня признан виновным в непредумышленном убийстве и был приговорён к 60 годам тюремного заключения — по 20 лет по каждому пункту обвинения. Несмотря на обжалование приговора, Верховный суд штата Миссисипи оставил его в силе.
20 июня 2016 года было официально объявлено о закрытии дела.

## Наследие и почести

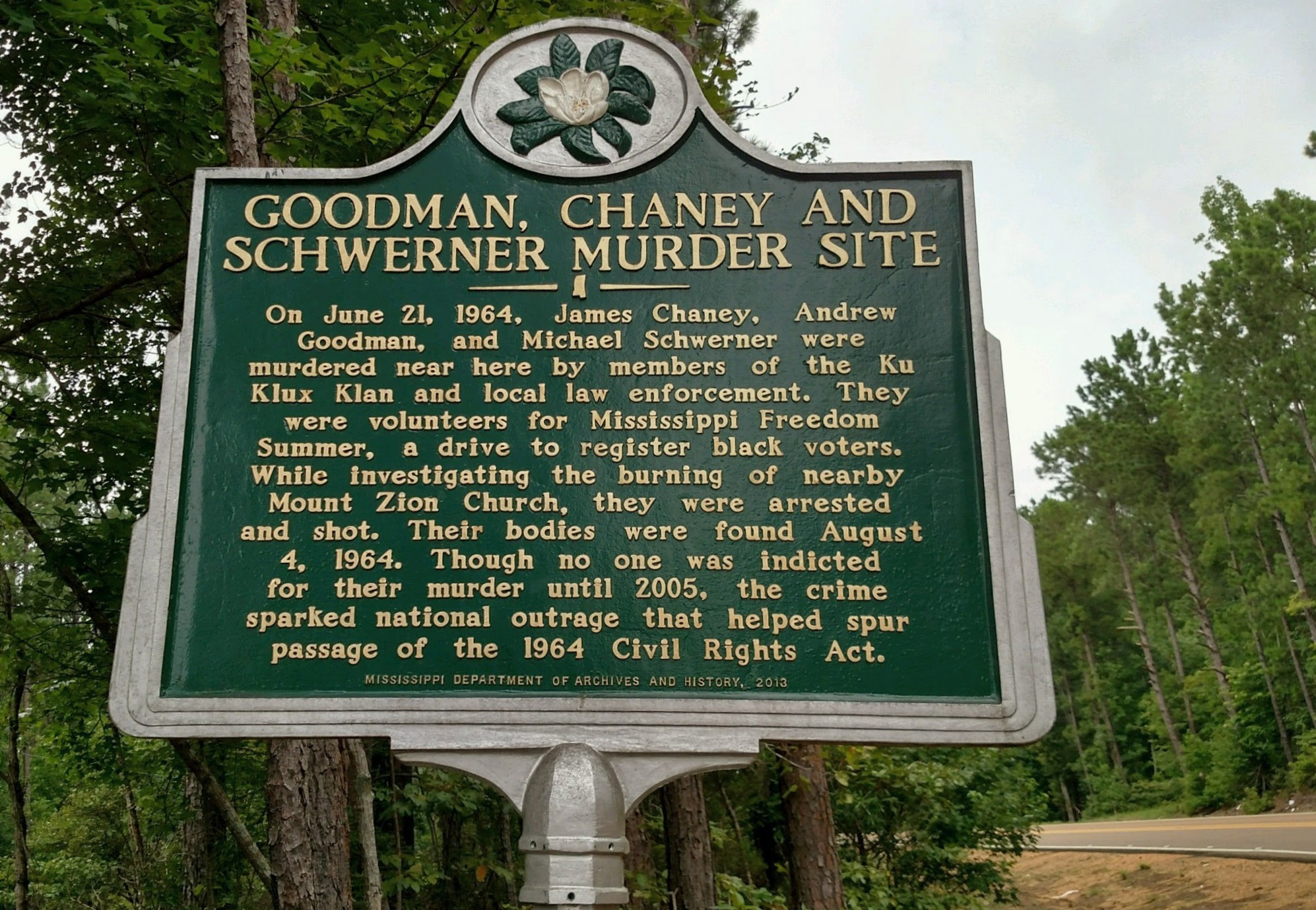
Придорожный знак штата Миссисипи, обозначающий место, где в 1964 году был убит Гудман.

В 1966 году Робертом и Кэролайн Гудманами был основан Фонд Эндрю Гудмана для продолжения духа и цели жизни своего сына. После смерти Роберта Гудмана в 1969 году Кэролайн продолжила работу Фонда, сосредоточившись на таких проектах, как обратный марш в Миссисипи и Мемориал 25-летия. Мемориал, который прошёл в церкви Святого Иоанна Богослова в Нью-Йорке под председательством губернатора Марио Куомо, посетили 10 000 человек: Майя Анжелу, Пит Сиджера, Аарон Генри, Гарри Белафонте, Роберт Кеннеди-младший и другие, тесно связанные с Движением за гражданские права. После смерти Кэролайн в августе 2007 года её младший сын Дэвид со своей женой и Сильвией продолжили работу Фонда.
В течение почти 50 лет организация была частным фондом, действующим в общественных интересах. В 2012 году попечительский совет Фонда принял решение преобразовать организацию в общественную благотворительную организацию. В 2014 году, в 50-летнюю годовщину убийств в Филадельфии, Фонд официально запустил программу «Голосуй везде», предназначенную для поддержки студентов колледжей, которые продолжают работу «Лета свободы».

### Память
- В 2002 году 2176-футовая вершина хребта Адирондак в городе Таппер-Лейк[англ.] была официально названа горой Гудмана. Семья Гудмана проводила там лето в течение 30 лет[17].
- Его именем в школе Уолдена назвали здание своей средней и старшей школы. Дневная школа Тревора, занимающая сейчас этот здание, называет его «Зданием Эндрю Гудмана»[18].
- О нём и о его спутниках на месте церкви Маунт-Зайон в Лонгдейле и у церкви Маунт-Нево в Филадельфии установлены мемориалы.
- О нём и его спутниках на съезде с дороги рядом с окружной автомагистралью 515 установлен придорожный знак, извещающий о произошедшей здесь трагедии.
- В 2014 году Гудману (вместе с Чейни и Швернером) Президентом США Бараком Обамой посмертно была присуждена Президентская медаль Свободы[19].
- Часовая башня библиотеки Розенталя в нью-йоркском кампусе Куинс-колледжа названа в честь Гудмана и его напарников в борьбе за гражданские права.
- В церковном окне[англ.] часовни Сейджа[англ.] при итакском кампусе Университета Корнелла был помещён витраж с изображением портретов Гудмана и его напарников в борьбе за гражданские права.
- Песня 1964 года «Он был моим братом» («англ. He Was My Brother») в исполнении Пола Саймона и Арта Гарфанкела является посвящением Гудману и его напарникам в борьбе за гражданские права[20].